# Сикилов епитаф
Сикилов епитаф (ант. грч. Σεικίλου Σκόλιον) је антички епитаф пронађен у Малој Азији, 1883, а епитаф је пронашао В. М. Рамси. На епитафу се налази једна од најстаријих икад пронађених композиција. Композицију је написао Сикил, лирски песник. Композиција је из првог века пре наше ере
Текст песме са епитафа гласи:
Ὅσον ζῇς, φαίνου,

μηδὲν ὅλως σὺ λυποῦ. 

πρὸς ὀλίγον ἐστὶ τὸ ζῆν, 

τὸ τέλος ὁ xρόνος ἀπαιτεῖ.

## Извор
- Музичка култура за 8. и 9. разред основне школе, ЗУНС Републике Српске, Источно Сарајево

## Јутјуб
Seikilos epitaph (Σεικίλου Σκόλιον): Ancient Greek Music (100 A.D.) / Gabriel Garrido